# امامزاده علی (ساری)
امامزاده علی، نام روستایی از توابع بخش دودانگه شهرستان ساری در استان مازندران ایران است.

## جمعیت
این روستا در دهستان فریم قرار داشته و براساس آخرین سرشماری مرکز آمار ایران که در سال ۱۳۹۵ صورت گرفته، جمعیت آن‌ها ۲۳۹نفر (۶۵خانوار) بوده‌است.